# Día Nacional de las Artes Visuales
El Día Nacional de las Artes Visuales es una actividad anual realizada desde 2005 en Chile, que es organizada por el Consejo Nacional de la Cultura y las Artes, cuya finalidad es promover el acceso de la ciudadanía a las artes visuales. Ese día se realizan diversas actividades de acceso gratuito en museos, centros culturales, galerías y otros lugares públicos del país.

## Fechas de celebración
| Año  | Día de celebración |
| ---- | ------------------ |
| 2005 | 13 de mayo         |
| 2006 | 29 de septiembre   |
| 2007 | 28 de septiembre   |
| 2008 | 26 de septiembre   |
| 2009 | 4 de septiembre    |
| 2010 | 10 de septiembre   |
| 2011 | 28 de septiembre   |
| 2012 | 28 de septiembre   |
| 2013 | 29 de septiembre   |
| 2014 |                    |
| 2015 |                    |
| 2016 | 29 de septiembre   |
| 2017 | 29 de septiembre   |